# Весловский проезд
Весловский проезд — улица на юго-востоке Москвы в районе Капотня вдоль МКАД.

## Происхождение названия
Проектируемый проезд № 5369 получил название в июне 2021 года, связанное с историческим топонимом — лесным урочищем Веслово. Когда-то на этом участке находилось урочище Веслово, из которого вытекал Большой Носков ручей. В народе урочище также называли Михалёво болото.

## Описание
Проезд расположен вдоль 16-го километра МКАД. Проходит с юго-запада на северо-восток. В начале проезда расположен съезд и выезд на внутреннее кольцо МКАДа.